# Lieve Maes
Lieve Maes (Brussel, 12 mei 1960) is een Belgisch Vlaams-nationalistisch politicus uit de provincie Vlaams-Brabant voor de Nieuw-Vlaamse Alliantie (N-VA).

## Levensloop
Ze is een dochter van voormalig Volksunie-politicus en oprichter van de Vlaamse Militanten Organisatie, Bob Maes.
Maes behaalde een A1-diploma in secretariaat-moderne talen aan het Heilig Hartinstituut Heverlee en werd beroepshalve van 1983 tot 2013 'global project manager' bij een internationale computerfirma. Politiek werd ze actief als arrondissementeel VUJO-voorzitter. Ook kwam ze voor de Volksunie en daarna de N-VA op bij verschillende verkiezingen. Daarnaast zetelde ze in het beheerscomité en was ze van 2008 tot 2009 regeringscommissaris bij de Vlaamse Regulator voor de Media. 
In 2005 werd Maes lid van het partijbestuur van N-VA. Sinds januari 2013 is ze gemeenteraadslid van haar woonplaats Zaventem. Ook werd ze tot in 2018 N-VA-fractieleider in de gemeenteraad. In oktober 2018 werd ze niet rechtstreeks herkozen, maar raakte als tweede opvolger toch in de gemeenteraad. In oktober 2024 slaagde ze er wel in om op eigen kracht herkozen te raken.
Zij kandideerde in mei 2003 voor een Kamerzetel voor de kieskring Brussel-Halle-Vilvoorde. In juni 2010 werd zij vanop de vierde plaats rechtstreeks verkozen voor het Nederlandstalig kiescollege van de Senaat, waar ze bleef zetelen tot in mei 2014. In de Senaat zetelde ze van 2010 tot 2014 in de commissie Financiën en Economische Aangelegenheden en van 2010 tot 2013 in de commissie Binnenlandse Zaken. Van 2013 tot 2014 was ze quaestor in deze assemblee.
Bij de verkiezingen van 25 mei 2014 werd ze verkozen voor het Vlaams Parlement. Ze werd er ondervoorzitter van de commissie Brussel en Vlaamse Rand en vast lid van de commissie Algemeen Beleid, Financiën en Begroting. Ook werd ze door haar partij als deelstaatsenator naar de hervormde Senaat gestuurd. Tevens was ze van 2015 tot 2019 lid van de Parlementaire Assemblee van de Organisatie voor Veiligheid en Samenwerking in Europa. Vanaf januari 2019 was ze ondervoorzitster van de Senaat. In mei dat jaar stond ze zesde op de Kamerlijst bij de federale verkiezingen, maar raakte vanop deze plaats niet verkozen.